# Maria Laura Mainetti
Maria Laura Mainetti, FDLC, rodným jménem Teresina Elsa Mainetti (20. srpna 1939, Villatico – 6. června 2000, Chiavenna) byla italská římskokatolická řeholnice, členka kongregace Dcer Kříže, sester svatého Ondřeje, zabitá během satanistické oběti. Katolická církev ji uctívá jako blahoslavenou mučednici.

## Život
Narodila se dne 20. srpna 1939 ve vesnici Villatico (část města Colico) jako poslední z deseti dětí rodičům Stefanu Mainettimu a Marcellině Gusmeroli, která zemřela necelé dva týdny po jejím narození. V dětství se o ni místo matky staraly sourozenci a později druhá manželka otce.
Studovala v Parmě na střední škole, vedené členkami kongregace Dcer Kříže, sester svatého Ondřeje. Během dospívání se do této řeholní kongregace rozhodla vstoupit a dne 22. srpna 1957 v ní v Římě zahájila svůj postulát. V únoru roku 1958 v ní zahájila svůj noviciát a dne 15. srpna 1959 složila své první dočasné řeholní sliby. Přijala řeholní jméno Laura. Dne 25. srpna 1964 pak složila v La Puye ve Francii, odkud kongregace pochází své řeholní sliby doživotní. Poté vyučovala na základních školách, vedených její kongregací ve Vasto (1960–1962), v Římě (1962–1963), v Chiavenně (1963–1969), opět v Římě (1969–1973) a v Parmě (1979–1984). V Chiavenně se roku 1987 stala představenou místního kláštera, který se specializoval na pomoc mladistvým delikventům.

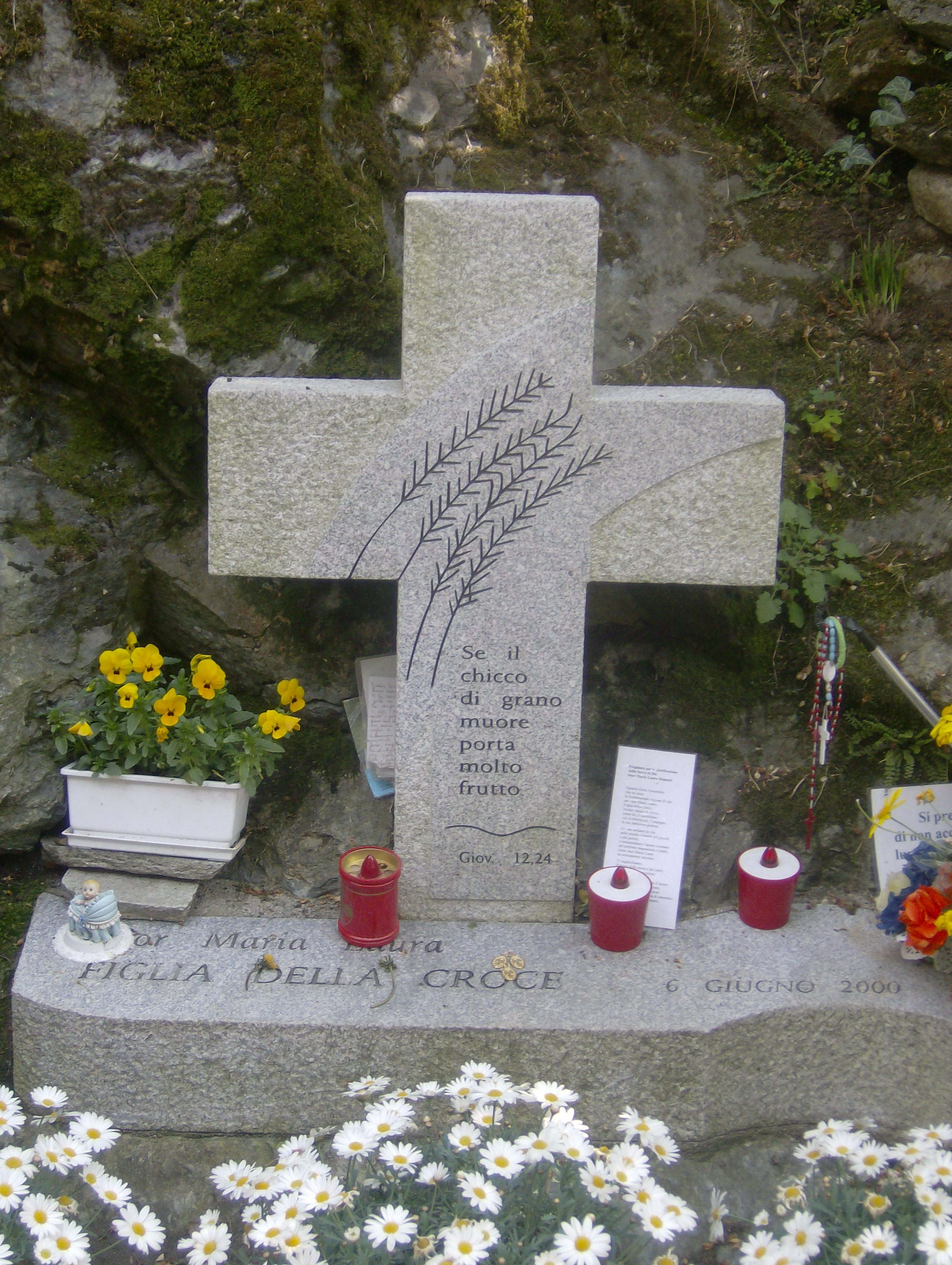
Pomník na místě její vraždy v Chiavenně

### Vražda a soud
Dne 6. června 2000 okolo 22:00 večer opustila svůj klášter v Chiavenně a odešla na místní náměstí, aby se setkala s dívkou, která si telefonicky vyžádala schůzku a duchovní rozhovor, kdy tvrdila, že byla znásilněna, oplodněna a uvažuje o případném umělém potratu. Po příchodu se zde skutečně setkala s Veronicou Pietrobelli, doprovázenou dvěma kamarádkami Milenou De Giambattista a Ambrou Gianasso. Tři dívky ve věku 16 a 17 let ji během rozhovoru vylákaly z ulice k parku, kde ji náhle přepadly, kamenovaly a křičely na ni. Střídaly se také v bodání do ní kuchyňským nožem, který měla jedna z dívek u sebe. Dle jejich pozdějších svědectví se mezitím modlila, aby jim Bůh odpustil. Po devatenácti ranách nožem zemřela. Její tělo bylo nalezeno kolemjdoucím druhý den ráno. Její pohřeb se konal 9. června téhož roku za účasti asi 2500 lidí.
O tři týdny později byly dívky policií dopadeny a zatčeny, a to na základě odposlechů jejich telefonických hovorů o provedené vraždě. Po nějaké době se dívky ve vazbě přiznaly a uvedly, že se z jejich strany jednalo o satanistickou lidskou oběť. Řekly také, že původně chtěly podobně zabít místního faráře, ale rozhodli se, že si vyberou Marii Mainetti, která je dříve vyučovala katechismus, neboť by pro ně mohla být snazším cílem. Jejich úmyslem mělo být podle symboliky tzv. čísla šelmy její pobodání osmnácti ranami nožem, kdy každá by provedla šest a poslední devatenáctá rána prý byla způsobena „omylem“. Po zkráceném soudním procesu pro mladistvé v Miláně byly Veronica Pietrobelli a Milena De Giambattista dne 9. srpna 2001 odsouzeny k 8 letům a 6 měsícům trestu odnětí svobody. Soud přitom přihlédl k jejich částečné nepříčetnosti a k jejich nízkému věku. Jejich tresty později potvrdil městský odvolací soud. Ambra Gianasso, která byla původně během činu shledána nepříčetnou byla dne 4. dubna 2002 odsouzena odvolacím soudem na 12 let a 4 měsíce odnětí svobody, přičemž dne 17. ledna 2003 byla po úspěšném odvolání u Nejvyšší kasační soud propuštěna. Do roku 2008 pak byly propuštěny i zbylé dvě pachatelky poté, co se účastnily veřejně prospěšných prací.
Její ostatky jsou uloženy v kostele v Chiavenně.

## Úcta
Její beatifikační proces započal dne 30. září 2005, čímž obdržela titul služebnice Boží. Dne 19. června 2020 podepsal papež František dekret o jejím mučednictví.
Blahořečena pak byla dne 6. června 2021 na Stadio Comunale v Chiavenně. Obřadu předsedal jménem papeže Františka kardinál Marcello Semeraro.
Její památka je připomínána 6. června. Bývá zobrazována v řeholním oděvu.